# 富山産業展示館
富山産業展示館（とやまさんぎょうてんじかん）は、富山県富山市友杉にある総合コンベンション施設ならびにイベントホール。
通称はテクノホールで、1983年（昭和58年）1月31日に決定された。愛称は、当時富山県が構想していた『テクノポリス構想』のシンボル的施設として親しまれやすいように『テクノホール』と名付けられた。
施設名と同じ一般財団法人富山産業展示館（1981年（昭和56年）10月19日発足）が運営している。
類似施設として高岡市に富山県産業創造センター（高岡テクノドーム）があり、施設案内では、混同を避けるために地名を入れた富山テクノホールが使用される。

## 概要
富山県の産業活性化の基盤となる施設の整備および、富山県置県100周年を記念し、富山県と富山市、富山商工会議所が22億円かけて建設し、1983年（昭和58年）8月に竣工、同年9月7日に開館（オープニング行事として北陸機械工業展が9月11日まで開催）した展示館で、館内は、屋内・屋外大展示場があり、国際見本市、物産展示会、新車・中古車の展示販売、シンポジウム、プロレスやプロボクシング、コンサートなどの興行など多岐に渡り利用されている。
2017年（平成29年）10月26日にはこれまでの展示場（東館）の隣に、同規模の第2展示場（西館）がオープンした。

### 新展示場の増築
テクノホールや高岡テクノドームが建設された当時は先進的な施設であったが、その後近隣の県では大規模な同様の施設の整備、増築が行われていった。
また、大規模なイベントでは近隣の施設を利用し、2会場開催とするなど同ホールだけでは手狭になっており、競争力の低下が叫ばれてきた。このため、今後新たな大規模イベントの開催を誘致するためには新設または増設の必要性があった。
そこで西側の隣接地で、移転した富山県消防学校跡地16,318m2を利用し増築することとし、現在の敷地と合わせ約41,000m2となる敷地に、延床面積約6,000m2の建物を建設、そこに新たに約3,640m2の第2展示場を設け、現在の大展示場と合わせ約2倍の7,000m2とすることとなった。両展示場は、現展示場（東館）と新展示場（西館）のホワイエの間を通路で繋ぎ、新展示場にも専用の出入り口を設けた。これにより両館を利用する大規模なイベントも、また同日に別々のイベントを行うことも可能になった。これに合わせ駐車場も開館時の300台から約700台（臨時含め約1,000台）分に増設された。
オープンは、2017年（平成29年）10月26日で、総事業費は約41億円である。2017年（平成29年）4月1日から9月30日までは休館し、両館の接続工事を行っていた。

## 館内施設

### 東館
- 1階
  - エントランスホール
  - 常設展示場 - 床面積 120m2
    - 富山県内市町村の特産品等の紹介

  - 東館大展示場 - 南北 75.6m・東西 44.4m、床面積 3,363m2（約1,000坪）、天井高 12m（一部 18m） 
    - 完成当時は日本海側随一の規模を誇っていた[2]。
    - 1/2、1/3、2/3の分割使用が可能

  - 小会議室
  - 主催者室 - 3室、床面積 各30m2
  - 自販機休憩コーナー
  - 更衣室・シャワー室 - 2室
  - 倉庫
  - 事務室・応接室
- 2階
  - 大会議室（大商談室） - 床面積 300m2
    - 2分割での使用が可能

  - 商談室 - 3室、床面積 各27m2
  - 応接室 - 床面積 30m2
  - 控室 - 床面積 27m2

### 西館（新 展示場）
- ホワイエ（西館入口） - 床面積 1,091m2
  - 東館・西館それぞれの大展示場を繋ぎ、受付や展示・商談ブースの設置が可能
- 自販機休憩コーナー
- 西館大展示場 - 南北 91.3m・東西 38.8m、床面積 3,634m2（約1,100坪）、天井高 9m（膜天井）
  - 2か所に稼働壁を設け1/4、1/2、3/4での完全分割使用が可能
  - 高さ9mの天井には吸音効果と落ち着いた空間の演出も兼ねる膜を設置
- 商談室（兼 会議室・主催者室） - 5室、床面積 31m2〜45m2
  - 内3室は一体での使用可能
- 控室 - 3室、床面積 22m2〜37m2
  - 内2室はトイレ・シャワー室付
- 授乳室
- パントリー - 2室
- 倉庫

### 屋外
- 屋外展示場 - 面積 920m2
- お祭り広場 - 面積 1,002m2
- 駐車場 約1,000台（構内 約700台、臨時 約300台）

### 施設案内
- 休館日 12月29日〜翌年1月3日まで

## 交通アクセス
- 北陸自動車道 富山ICより自動車で 約5分。
- 富山空港より 徒歩で 約10分、自動車で 約3分。
- 西日本旅客鉄道（JR西日本）・あいの風とやま鉄道 富山駅南口より富山地方鉄道路線バスで 約25分、自動車・タクシー で 約15分（イベント開催時には臨時バスが運行されることがある）。

## 周辺
- 富山空港
- 富山県総合体育センター
- 富山南総合公園
  - 富山能楽堂
  - 富山市体育文化センター